# Хрусцина-Ныска
Хрусцина-Ныска (пол. Chróścina Nyska) — остановочный пункт в селе Хрусцина в гмине Скорошице, в Опольском воеводстве Польши. Бывшая промежуточная станция (по 2005 год). Имеет 2 платформы и 2 пути.
Пассажирская и грузовая станция была построена на железнодорожной линии Ныса — Гродкув-Слёнски — Бжег в 1847 году, когда эта территория была в составе Королевства Пруссия.
Нынешнее название с 1947 года.